# Schwall
Schwall là một đô thị thuộc huyện Rhein-Hunsrück bang Rheinland-Pfalz, phía tây nước Đức. Đô thị Schwall có diện tích 1,77 km², dân số thời điểm ngày 31 tháng 12 năm 2006 là 333 người.